# CM-5100
La CM-5100 es una carretera de la red autonómica de Castilla-La Mancha (España) que transcurre por la provincia de Toledo..

## Trazado

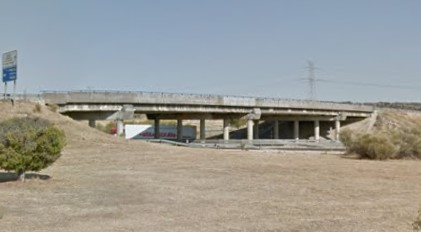
Puente de la Carretera Convencional CM-5100 cruzando la autovía A-5

La vía, con una longitud total de 31,850 km, comienza en Talavera de la Reina en su intersección con la N-502a. junto a la CM-4132. La CM-5100 cruza por un puente la A-5 y sigue hasta el término municipal de Pepino, donde se enlaza con la TO-1275. Pasa por los municipios de Cervera de los Montes y Marrupe, se enlaza con la CM-5006.
Luego continua por el municipio de Sotillo de las Palomas hasta el municipio de Buenaventura. Tras atravesar el núcleo de población, continúa hasta finalizar su recorrido en el río Tiétar, límite con la provincia de Ávila y la comunidad autónoma de Castilla y León, enlazándose con la AV-922, carretera de la Red Complementaria Preferente de dicha comunidad autónoma.

## Obras
En 2014 se construyó una rotonda sobre el kilómetro 3 para disminuir el riesgo de accidentes cerca de la salida de Talavera de la Reina.